# Komisariat Straży Granicznej „Rybnik”
Komisariat Straży Granicznej „Rybnik” – jednostka organizacyjna Straży Granicznej pełniąca służbę ochronną na granicy polsko-niemieckiej w latach 1928–1939.

## Geneza
Początek działalności Straży Celnej na Śląsku datuje się na dzień 15 czerwca 1922. W tym dniu polscy strażnicy celni w zielonych mundurach i rogatywkach wkroczyli na ziemie  przyznane Polsce. W nocy z 16 na 19 czerwca 1922 Straż Celna przejęła ochronę granicy polsko niemieckiej na Śląsku. W ramach Inspektoratu Straży Celnej „Rybnik” zorganizowany został komisariat Straży Celnej „Rybnik”. Pierwszym kierownikiem komisariatu był komisarz Franciszek Hessek.
Siedziba komisariatu znajdowała się w Rybniku, a od grudnia 1926 przeniesiono ją bliżej granicy do Orzepowic. Tam funkcjonowała się do 30 kwietnia 1928. Nie wiązało się to jednak ze zmianą nazwy komisariatu. 
Placówki komisariatu SC „Rybnik”.
- placówka Straży Celnej „Wilcza Dolina”
- placówka Straży Celnej „Ochojec”
- placówka Straży Celnej  „Golejów”
- placówka Straży Celnej „Zwonowice”

Z czasem do komisariatu przydzielono placówki „Sumina” i „Bogunice”, a zabrano placówkę „Wilcza Dolina”. Jako zbyteczne rozwiązano placówki w Golejowie i w Zwonowicach. Placówka „Wilcza Dolina” wróciła do komisariatu w 1930 roku.

## Powołanie komisariatu SG i zmiany organizacyjne
Rozporządzeniem Prezydenta Rzeczypospolitej Polskiej Ignacego Mościckiego z 22 marca 1928, do ochrony północnej, zachodniej i południowej granicy państwa, a w szczególności do ich ochrony celnej, powoływano z dniem 2 kwietnia 1928 Straż Graniczną.
Rozkazem nr 4 z 30 kwietnia 1928 w sprawie organizacji Śląskiego Inspektoratu Okręgowego dowódca Straży Granicznej gen. bryg. Stefan Pasławski przydzielił komisariat „Rybnik” do Inspektoratu Granicznego nr 16 „Rybnik” i określił jego strukturę organizacyjną. 
Rozkazem nr 10 z 5 listopada 1929 w sprawie reorganizacji Śląskiego Inspektoratu Okręgowego komendant Straży Granicznej płk Jan Jur-Gorzechowski określił numer i nową strukturę komisariatu.
W 1931 zlikwidowano placówkę II linii „Orzesze”, a jej miejsce utworzono posterunek informacyjny.

## Służba graniczna
W 1935 komisariat ochraniał pododcinek granicy państwowej o długości 34 kilometrów 163 metrów od kamienia granicznego nr N 270 do kamienia granicznego O 107.
Sąsiednie komisariaty
- komisariat Straży Granicznej „Paniówki” ⇔ komisariat Straży Granicznej „Kornowac” − 1928
- komisariat Straży Granicznej „Knurów” ⇔ komisariat Straży Granicznej „Kornowac” − listopad 1929

## Funkcjonariusze komisariatu
| Kierownicy/komendanci komisariatu | Kierownicy/komendanci komisariatu | Kierownicy/komendanci komisariatu | Kierownicy/komendanci komisariatu |
| stopień                           | imię i nazwisko                   | okres pełnienia służby            | kolejne stanowisko                |
| --------------------------------- | --------------------------------- | --------------------------------- | --------------------------------- |
| komisarz                          | Franciszek Hessek                 |                                   |                                   |
| podkomisarz                       | Ildefons Klonowski                |                                   |                                   |
| podkomisarz                       | Michał Czyrski                    |                                   |                                   |
| komisarz                          | Józef Griwo-Kossow                |                                   |                                   |
| podkomisarz                       | Józef Kubicki                     |                                   |                                   |
| komisarz                          | Leopold Wilczyński                | V 1928 -                          |                                   |
| komisarz                          | Wacław Romiszewski                |                                   |                                   |
| komisarz                          | Janusz Pawłowski                  | był II 1933                       |                                   |
| komisarz                          | Leon Ferencowicz                  | był w 1934 – 24 XII 1937          | adiutant IO                       |
| komisarz                          | Jan Palta                         | 18 II 1938 –                      |                                   |
| nadkomisarz                       | Jan Buchorzewski                  | 28 VII 1939 –                     |                                   |
| Zastępcy komendanta komisariatu   |                                   |                                   |                                   |
| starszy strażnik                  | Władysław Treit                   | 1 V 1939 –                        |                                   |

## Struktura organizacyjna
Organizacja komisariatu w kwietniu 1928:
- komenda − Rybnik
- podkomisariat Straży Granicznej „Szczygłowice”
- placówka Straży Granicznej I linii „Knurów”
- placówka Straży Granicznej I linii „Krywałd”
- placówka Straży Granicznej I linii „Wilcza” Dolina
- placówka Straży Granicznej I linii „Ochojec”
- placówka Straży Granicznej I linii „Chwałęcice”
- placówka Straży Granicznej I linii „Sumina”Górek
- placówka Straży Granicznej II linii „Szczygłowice”
- placówka Straży Granicznej II linii „Orzesze”
- placówka Straży Granicznej II linii „Rybnik”

Organizacja komisariatu w listopadzie 1929:
- 1/16 komenda − Rybnik
- placówka Straży Granicznej I linii „Wilcza” Dolina
- placówka Straży Granicznej I linii „Ochojec”
- placówka Straży Granicznej I linii „Chwałęcice”
- placówka Straży Granicznej I linii „Sumina”
- placówka Straży Granicznej II linii „Bogunice”
- placówka Straży Granicznej II linii „Rybnik”